# Búnker (política)
Se denominó búnker al posicionamiento político de extrema derecha que se manifestó en España durante el tardofranquismo y la Transición, y que mantuvieron aquellas personalidades del franquismo que se oponían radicalmente a introducir ningún tipo de cambio en el régimen franquista y que tras la muerte de Franco rechazaron de forma absoluta a la reforma del régimen defendiendo en su lugar la continuidad del Movimiento Nacional. El periódico más importante del búnker era El Alcázar. El término hace referencia a la resistencia a ultranza que mantuvo Hitler hasta el último momento en el búnker de Berlín.
Según el historiador José Luis Rodríguez Jiménez, «el concepto de "búnker" hace referencia a un conjunto de personas afectas a posicionamientos inmovilistas y asentadas en las instituciones del Estado franquista. Es decir, se trata de un conglomerado político, económico y eclesiástico, en ocasiones no muy bien sincronizado. Sus pilares más sólidos estaban en el Consejo Nacional, las Cortes, el Consejo del Reino y la Organización Sindical, así como en la prensa y en la oficialidad del Ejército. Por tanto el término "búnker" hace referencia, mucho más que a una ideología o a un programa determinado, a una forma de defender unos intereses políticos y económicos, así como una mentalidad ligada al esquema de valores impuestos por los vencedores en la guerra civil». Sus tres principales representantes fueron los neofranquistas José Antonio Girón de Velasco, Raimundo Fernández Cuesta y Blas Piñar.

## Miembros
A la cabeza del movimiento se situó quien fuera ministro de Trabajo, el falangista José Antonio Girón de Velasco y junto a él, corrientes tanto en el ejército (Carlos Iniesta Cano, Milans del Bosch, Fernando de Santiago, Alfonso Pérez-Viñeta) como en la Iglesia (Hermandad Sacerdotal Española y nombres como Fernando Quiroga Palacios o José Guerra Campos) y la política, encarnadas por Falange Española (José Luis Arrese, Raimundo Fernández-Cuesta, Tomás García Rebull, Juan García Carrés, Luis Valero Bermejo...) y por la organización Fuerza Nueva, de Blas Piñar.

## Historia

### Origen
El término fue utilizado por primera vez en 1968 en un artículo publicado en el diario ABC por su director, Torcuato Luca de Tena, para referirse a los que se oponían a la evolución del régimen franquista y a la apertura a Europa. Sin embargo, el vocablo búnker para referirse al colectivo de extremistas de derecha lo popularizó Santiago Carrillo, que lo empleó en un artículo titulado O la libertad o el búnker, dando a entender que la negativa a iniciar la senda democrática supondría para los defensores de la dictadura un final análogo al de Adolf Hitler en el búnker de Berlín, que a la postre terminó siendo su tumba.
El búnker comenzó a constituirse en 1974, año previo a la muerte del dictador Francisco Franco, aunque algún autor remonta su génesis a 1970, coincidiendo con los primeros signos de agotamiento del régimen y las voces que clamaban por su renovación, e identifican el movimiento con la figura de quien durante unos meses fue presidente del Gobierno, Luis Carrero Blanco.

### Actuaciones
Como corriente de pensamiento inmovilista, los miembros del búnker se opusieron sistemáticamente, y mediante distintas vías, a todos y cada uno de los pasos que se fueron tomando para el desarrollo de la Transición Española desde la dictadura a la democracia, comenzando por su radical oposición al denominado Espíritu del 12 de febrero y su eventual corolario, la Ley de Asociaciones Políticas; oposición expresada mediante artículos de opinión en medios de comunicación afines, siendo el más destacado el firmado por Girón de Velasco en el diario Arriba, el 28 de abril de 1974, conocido popularmente como el Gironazo, dando así al traste con cualquier intento de reforma y precipitando la destitución del aperturista Ministro de Información y Turismo Pío Cabanillas.
El mismo día 28 de abril en que en las páginas de Arriba aparecía el gironazo, Nuevo Diario publicaba una entrevista con el teniente general Tomás García Rebull, otro destacado miembro del búnker, en las que decía que «como falangista no admito asociaciones de ninguna clase» porque «las asociaciones derivan inevitablemente en partidos políticos y los partidos, para mí, son el opio del pueblo, y los políticos sus vampiros». Además afirmaba que detrás del asesinato de Carrero Blanco había estado la masonería. Preguntado en qué se basaba respondió: «Pues... en las cosas que veo. Muchas veces me pregunto: pero bueno ¿de dónde viene esto? Y siempre digo: nada, masonería. Yo creo que hasta hemos exportado masones».
Antes de la muerte de Franco hubo todavía presiones para que la Corona recayese no en el designado Juan Carlos, sino en su primo, Alfonso de Borbón y Dampierre, a la sazón casado con la nieta del dictador, María del Carmen Martínez-Bordiú, por lo que la operación contaba con el apoyo de su padre, Cristóbal Martínez-Bordiú, y su abuela, Carmen Polo.
Con posterioridad a la muerte del dictador, el búnker intentó impedir cada uno de los cambios que se iban sucediendo en la vía de la democratización.
Se han señalado las conexiones del búnker con los sucesivos intentos de acabar con el sistema democrático que comenzaba a gestarse en la España de la década de 1970, identificándose los sucesos de 1978, 1979, 1980 y 23 de febrero de 1981.